# Brian Span
Brian Matthew Span Jackson (Somers, 24 de febrero de 1992) es un exfutbolista estadounidense que jugaba como interior derecho.

## Trayectoria

### Djurgårdens IF
Brian debutó en su carrera profesional el 20 de mayo de 2012 contra el BK Häcken de la Allsvenskan, ingresó de cambio al minuto 65, finalizado el partido, terminó con el marcador 1-1, marcó su primer gol el siguiente partido, pero esta vez, sería su primera aparición en la alineación titular, su primera anotación se produjo al minuto 74, gol que dio el empate entre ambos clubes, terminando el marcador 1-1.
En ese mismo año, disputó la Copa de Suecia, en el que tuvo aparición en 5 partidos disputados, su equipo llegó a la final de la Copa sueca, en la final Brian no estuvo convocado, su equipo quedó 1-1 en el marcador, por lo que se tuvo que definir en tanda de paneles, el equipo de Brian Span cayó derrotado en la final con el marcador 2-4, en su primera experiencia con el equipo sumó 14 apariciones, ofreciendo 1 gol.
Brian fue enviado a las categorías inferiores del Djurgårdens IF, disputó con las inferiores 16 partidos, ofreciendo 4 goles.
En algunas ocasiones, fue llamado nuevamente al primer equipo, donde disputó 5 encuentros, y en las que también estuvo en 7 ocasiones en el banco de suplencia.

### F.C Dallas
Fue fichado por el Football Club Dallas de la Major League Soccer, estuvo en 3 ocasiones en el banco de suplencia del primer equipo, ya que fue enviado a las categorías inferiores del F.C Fallas, en dónde tuvo participación de 6 encuentros disputados de la USL Second Division

### Orlando City S.C
Fue enviado a préstamo al Orlando City S.C, equipo que disputa la USL Second Division, donde tuvo participación de 20 partidos disputados, ofreciendo 3 goles.

### IFK Mariehamn
Fue fichado por IFK Mariehamn que milita la Veikkausliiga (Máxima categoría de Finlandia), realizó su debut con el equipo finlandés, el 12 de abril de 2015, apareció en la alineación titular disputando los 90 minutos. En los demás juegos, disputó como jugador titular, exactamente apareció en 30 ocasiones de manera consecutiva hasta la jornada 30 de la Veikkausliiga. Su primer gol se dio en la jornada 12, abriendo el marcador 1-0 contra el FC KTP, el partido finalizó 2-0.
Realizó su debut en la Copa de Finlandia contra el Tampere United, disputando los 90 minutos e incluso anotando su primer gol en la copa finlandés, abriendo el marcador 1-0 al minuto 4, finalizado el partido, el equipo de Brian, el club IFK Mariehamn, goleó a su rival con el marcador de 12-0. En la quinta ronda, Brian disputó 79 minutos contra el Etelä-Espoon Pallo, en la victoria de 0-5 para el IFK Mariehamn, en la sexta ronda, Brian disputó los 90 minutos e incluso ofreció un gol para su equipo, fue dado al minuto 16, abriendo el marcador 1-0, el partido finalizó con victoria de IFK Mariehamn con el marcador 2-0, logrando clasificar a cuartos de final. En cuartos de final, Brian estuvo en el banco de suplencia, por lo que no tuvo minutos, su equipo derrotó al AC Oulu con el marcador 4-1, logrando clasificar a semifinales. Brian disputó en esta ocasión las semifinales de la Copa de Finlandia, en el que estuvo en la alineación titular disputando los 90 minutos, finalizado el partido, el equipo de Brian obtenía la victoria con el marcador 5-1, logrando clasificar a la final, enfrentándose ante el FC Inter Turku. Fue alineado como jugador titular en la final de la Copa de Finlandia, pero sería sustituido al minuto 74, su equipo derrotó al FC Inter Turku con el marcador 2-0, logrando coronarse campeones de la Copa de Finlandia, siendo para Brian Span su primer título con el equipo, y el de su carrera profesional.
En la temporada 2015-16, realizó una excelente participación de la Veikkausliiga, ya que jugó 32 partidos disputados de 34, sumando un total 2,424 minutos, ofreciendo 2 goles y 4 asistencias, en el último partido de la Veikkausliiga, se enfrentaban ante el Ilves Tampere, en el que Brian disputó los 90 minutos en la victoria en el marcador 2-0, en la tabla general, su equipo se posicionó en el primer puesto con 61 puntos, este resultado le valió para Brian, ya que fue la primera vez que el club IFK Mariehamn obtenía un título de la máxima categoría finlandesa. Brian alzó su segundo título con el club, obteniendo la liga Veikkausliiga.
Brian, junto a su equipo con la temporada 2015-16 realizada quedando en primer lugar, tuvieron la oportunidad disputar los Play-off de la Europa League. Brian se enfrentaba ante el Odds Ballklubb, equipo noruego de la Eliteserien, en la primera vuelta, Brian disputó los 90 minutos del partido, en la derrota en el marcador 2-0. En la segunda vuelta, Brian fue nuevamente titular, pero siendo sustituido al minuto 70, su equipo logró empatar el encuentro con el marcador 1-1, pero en el marcador global fueron derrotados 1-3, eliminándolos de los Play-Off de la Europa League.
En la temporada 2017-18, Brian, disputó los Play-Off de la Clasificación a la Champions League, en la primera vuelta se enfrentaban ante el club Legia de Varsovia, Brian disputó los 90 minutos en la derrota de 0-3, en la segunda vuelta, Brian vuelve a ser titular, disputando los 90 minutos, pero nuevamente caen derrotados esta vez con el marcador 6-0, en el marcador global siendo una goleada de 9-0, eliminándolos de los Play-Off. 
Disputó 119 partidos, ofreció 15 goles y 15 asistencias con el IFK Mariehamn, logrando alzar 2 títulos, la Veikkausliiga y la Copa de Finlandia.

### Västerås SK
Fue fichado por el equipo sueco, Västerås SK, equipo que disputaba la Primera División de Suecia (Tercera categoría de Suecia), en su primera experiencia con el equipo aparece en la alineación titular contra el Skellefteå FF, disputando los 90 minutos del partido, Brian anotó su primer gol con el equipo en la fecha 8 contra el Sandvikens IF, su gol fue dado al minuto 58, abriendo el marcador 1-0, finalizado el encuentro, el equipo de Brian lograba obtener la victoria en el marcador 1-3. Finalizada la temporada 2017-18, el último partido de la fecha de la Primera División de Suecia, Brian estuvo en el banco de suplencia, siendo un espectador en la victoria para su equipo en el marcador 4-1, logrando posicionarse en la tabla general en el primer puesto con 68 puntos de la Primera División de Suecia, logrando de esta manera subir a la segunda categoría de Suecia, la Superettan, para Brian alzaba su tercer título de su carrera profesional.
En su primera experiencia en la Superettan de Suecia, realizaba su debut contra el IF Brommapojkarna, ingresando de cambio al minuto 85, en la victoria en el marcador 1-2. En la fecha 5 se dio su gol al equipo en su estreno de la segunda categoría, apareció en la alineación titular contra el Örgryte IS, su gol se dio al minuto 25 abriendo el marcador 1-0, finalizado el partido, su equipo logró obtener la victoria en el marcador 0-2. Finalizada la temporada 2017-18, Brian disputó 29 encuentros, ofreciendo 3 goles, junto a 9 asistencias, sumando 1,957 minutos.
En la temporada 2019-20, Brian Span disputó 28 partidos con el club. En la fecha 9, Brian se enfrentaba ante Halmstads BK, en la que disputó todo el encuentro, al minuto 73, Brian Span anotaba su primer gol en la temporada, logrando empatar el encuentro 2-2, pero al minuto 81, su equipo era anotado por el equipo contrario, finalizando el partido en derrota con el marcador 2-3, en las dos siguientes fechas (Jornada 10 y 11), Brian anotó 1 gol en cada partido en esas respectivas fechas, siendo sus únicos 3 goles en la temporada, sumó un total de 1,387 minutos.
En la temporada 2020-21, Brian disputó la Copa de Suecia. Realizó su debut la Copa sueca el 6 de marzo de 2021, enfrentándose en el grupo 1 contra el GAIS Gotemburgo, ingresando de cambio al minuto 82 en la victoria en el marcador 3-0, logrando clasificar a cuartos de final. En cuartos de final, se enfrentaban ante el Degerfors IF, Brian entró al terreno de juego al minuto 86, al minuto 109 de los tiempos extras, Brian Span anotaba el cuarto gol para su equipo, sepultando al Degerfors IF con el marcador 2-4, al minuto 116 le anotaban al Västerås SK quedando el marcador 3-4, y con el pitazo final, el equipo de Brian lograba avanzar a semifinales de la Copa de Suecia. En la etapa de semifinales, Brian entró al terreno de juego al minuto 68 contra el BK Häcken, finalizado el partido, el equipo de Brian era eliminado en semifinales con el marcador 3-0.
Brian sumó 101 partidos, ofreció 11 goles con 15 asistencias de manera general para su equipo, el Västerås SK.

### IFK Haninge
Fue fichado por el club IFK Haninge, equipo de la Primera División de Suecia (Tercera categoría de Suecia). Realizó su debut con su equipo en la primera fecha del torneo, contra el IF Karlstad Fotboll, disputando como jugador titular, sumando los 90 minutos, el partido finalizó sin anotaciones con el marcador 0-0. En la siguiente fecha, Brian vuelve a aparecer en la alineación titular, realizando el gol al minuto 8, abriendo el marcador para su equipo 1-0, disputó todo el encuentro con su primera victoria en el marcador 0-2. En la siguiente fecha, Brian volvía a anotar, esta vez contra el Motala AIF, su gol se produjo en el minuto 55 siendo este gol el marcador 2-0, finalizando el encuentro, Brian junto a su equipo obtenían la victoria en el marcador por 3-0.

## Estadísticas

### Clubes
- Actualizado a fin de su carrera deportiva

| Club                                 | Div.          | Temporada     | Liga  | Liga  | Liga   | Copas nacionales | Copas nacionales | Copas nacionales | Copas internacionales | Copas internacionales | Copas internacionales | Total | Total | Total  |
| Club                                 | Div.          | Temporada     | Part. | Goles | Asist. | Part.            | Goles            | Asist.           | Part.                 | Goles                 | Asist.                | Part. | Goles | Asist. |
| ------------------------------------ | ------------- | ------------- | ----- | ----- | ------ | ---------------- | ---------------- | ---------------- | --------------------- | --------------------- | --------------------- | ----- | ----- | ------ |
| Djurgårdens IF Fotboll · Suecia      |               |               |       |       |        |                  |                  |                  |                       |                       |                       |       |       |        |
| 1.ª                                  | 2011-12       | 9             | 1     | 0     | 5      | 0                | 1                | —                | —                     | —                     | 14                    | 1     | 1     |        |
| 1.ª                                  | 2012-13       | 5             | 0     | 0     | —      | —                | —                | —                | —                     | —                     | 5                     | 0     | 0     |        |
| Total club                           | Total club    | 14            | 1     | 1     | 5      | 0                | 1                | 0                | 0                     | 0                     | 19                    | 1     | 1     |        |
| F. C. Dallas Reservas Estados Unidos |               |               |       |       |        |                  |                  |                  |                       |                       |                       |       |       |        |
| 2.ª                                  | 2013-14       | 6             | 1     | 0     | —      | —                | —                | —                | —                     | —                     | 6                     | 1     | 0     |        |
| Total club                           | Total club    | 6             | 1     | 0     | 0      | 0                | 0                | 0                | 0                     | 0                     | 6                     | 1     | 0     |        |
| Orlando City S. C. Estados Unidos    |               |               |       |       |        |                  |                  |                  |                       |                       |                       |       |       |        |
| 2.ª                                  | 2013-14       | 20            | 3     | 2     | —      | —                | —                | —                | —                     | —                     | 20                    | 3     | 2     |        |
| Total club                           | Total club    | 20            | 3     | 2     | 0      | 0                | 0                | 0                | 0                     | 0                     | 20                    | 3     | 2     |        |
| IFK Mariehamn · Finlandia            |               |               |       |       |        |                  |                  |                  |                       |                       |                       |       |       |        |
| 1.ª                                  | 2014-15       | 33            | 3     | 3     | 6      | 4                | 0                | —                | —                     | —                     | 39                    | 7     | 3     |        |
| 1.ª                                  | 2015-16       | 31            | 2     | 4     | 7      | 0                | 1                | —                | —                     | —                     | 38                    | 2     | 5     |        |
| 1.ª                                  | 2016-17       | 32            | 5     | 6     | 6      | 1                | 1                | 2                | 0                     | 0                     | 40                    | 6     | 7     |        |
| 1.ª                                  | 2017-18       | —             | —     | —     | —      | —                | —                | 2                | 0                     | 0                     | 2                     | 0     | 0     |        |
| Total club                           | Total club    | 96            | 10    | 13    | 19     | 5                | 2                | 4                | 0                     | 0                     | 119                   | 15    | 15    |        |
| Västerås SK · Suecia                 |               |               |       |       |        |                  |                  |                  |                       |                       |                       |       |       |        |
| 3.ª                                  | 2017-18       | 23            | 3     | 4     | —      | —                | —                | —                | —                     | —                     | 23                    | 3     | 4     |        |
| 2.ª                                  | 2018-19       | 29            | 3     | 9     | —      | —                | —                | —                | —                     | —                     | 23                    | 3     | 9     |        |
| 2.ª                                  | 2019-20       | 28            | 3     | 1     | 2      | 0                | 0                | —                | —                     | —                     | 30                    | 3     | 1     |        |
| 2.ª                                  | 2020-21       | 16            | 1     | 0     | 3      | 1                | 1                | —                | —                     | —                     | 19                    | 2     | 1     |        |
| Total club                           | Total club    | 96            | 10    | 14    | 5      | 1                | 1                | 0                | 0                     | 0                     | 101                   | 11    | 15    |        |
| I. F. K. Haninge · Suecia            |               |               |       |       |        |                  |                  |                  |                       |                       |                       |       |       |        |
| 3.ª                                  | 2021-22       | 25            | 8     | 0     | —      | —                | —                | —                | —                     | —                     | 25                    | 8     | 0     |        |
| Total club                           | Total club    | 25            | 8     | 0     | 0      | 0                | 0                | 0                | 0                     | 0                     | 25                    | 8     | 0     |        |
| Total carrera                        | Total carrera | Total carrera | 257   | 33    | 30     | 30               | 6                | 4                | 4                     | 0                     | 0                     | 291   | 39    | 33     |
| 1. 2. Fuente:Transfermarkt           |               |               |       |       |        |                  |                  |                  |                       |                       |                       |       |       |        |

## Palmarés

### Títulos nacionales
| Título            | Club          | País      | Año  |
| ----------------- | ------------- | --------- | ---- |
| Copa de Finlandia | IFK Mariehamn | Finlandia | 2015 |
| Veikkausliiga     | IFK Mariehamn | Finlandia | 2016 |
| Ettan Norra       | Västerås SK   | Suecia    | 2018 |

## Vida privada
Brian Span posee la nacionalidad estadounidense por nacimiento y costarricense por su madre.